# Wipeout 2048
A Wipeout 2048 (stlizálva WipEout 2048) 2012-ben megjelent futurisztikus versenyzős videójáték, a PlayStation Vita kézikonzol egyik nyitócíme. A 2048 a Wipeout sorozat utolsó tagja, melyet az SCE Studio Liverpool fejlesztett a 2012 augusztusi bezárásuk előtt.

## Játékmenet

A Wipeout 2048 városi környezete

A Wipeout 2048-at először a 2011-es Electronic Entertainment Expo kiállítás előtt mutattatták be a sajtónak, a PlayStation Vita kézikonzol egyik nyitócímeként. Ugyan a megszokott irányítási módok továbbra is elérhetőek, azonban a játék opcionálisan a konzol által nyújtott új vezérlési lehetőségeket is tartalmaz, így az érintőképernyővel aktiválni és elnyelni lehet a felszedett fegyvereket, a hátsó tapipaddal gyorsítani lehet, illetve egy opcionális, a Wipeout HD-ből továbbfejlesztett, a Vita gyorsulásmérőit és giroszkópjait használó döntögetős vezérlés is helyet kapott. A mikrofon segítségével hanggal is lehet aktiválni a fegyvereket.
A Wipeout 2048 a közeljövőben játszódik, az előző játékokhoz képest jóval korábban helyezkedik el a Wipeout sorozat idővonalában. Az antigravitációs versenysport még csak kialakulófélben van, így a 2048 az egész sorozat elődje, ezért az erre a célra kialakított versenypályákat még nem húzták fel, így a versenyek a nagyvárosok utcáin zajlanak. A játék az SCE Studio Liverpool szerint elképzelt New York közeljövőbeni városképe szerint kialakított Nova State Cityben játszódik, ahol a versenyek három kategóriába vannak besorolva; az alsóbb osztályok a város építészeti részletei, míg a felsőbbek a város modern, futurisztikus elemei között zajlanak. A fejlesztőcsapat a pályákat a korábbi játékokkal szemben szélesebbekre tervezték, ezzel nagyobb teret adva a fegyveres harcoknak.
A játék egyjátékos kampánymódja az Antigravitációs bajnokság (Anti-Gravity Racing Championships, A.G.R.C.) első három évét – 2048, 2049 és 2050 – követi nyomon. Minden versenynek van egy sima és egy elit továbbhaladási követelménye. Ha a játékos az elit követelményt a tudta nélkül el nem éri, akkor azt csak akkor tudhatja meg miután teljesítette a sima követelményt. Ha a játékos egymás után többször sem tudja teljesíteni ugyanazt az eseményt, akkor átugorhatja azt. A játékosoknak az események átugrásával lehetősége nyílik a következő elérhető eseményre ugrania, de az átugrott versenyt bármikor újra megpróbálhatja.
A 2048-ban egyszerű versenyek, melyek gyakorlatilag megegyeznek a korábbi Wipeout címekben látható párjaiknak — a játékosok a mesterséges intelligencia által irányított hajókkal kell megmérkőznie, a verseny folyamán fegyvereket vehet fel az ellenfelek támadására, illetve egy rövid sebességlöketért gyorsítómezőkre hajthat rá. Az elődjeivel ellentétben a Wipeout 2048-ban két különböző fegyvermező található a pályákon, melyekkel két különböző típusú fegyverekhez lehet hozzájutni – a citromsárga színű mezők támadófegyvereket, míg a zöld színű mezők védelmi fegyvereket biztosítanak. A gyorsítómezők változatlanak maradtak.
Az egyjátékos kampányban harci események is szerepelnek, melyek egy olyan új eseménytípus, melyben a játékosok a versenyzés helyett az ellenfelek hajóit támadva jutnak pontokhoz. A korábbi Wipeout-játékokhoz hasonlóan zónaesemények is szerepelnek, melyek folyamán a játékos hajója a pályán haladva folyamatosan gyorsul, a játékosnak pedig a kormányzást és a légfékeket használva a lehető legtovább kell életben maradnia. Ezeken felül időfutamok is helyet kaptak, melyek során a játékosnak megadott idő alatt kell bizonyos számú kört teljesítenie.
Minden esemény egy sebességosztályba – a leglassabbtól a leggyorsabbig: D, C, B, A, A+ és Mach – van besorolva. Az egyjátékos kampánymódban A+ sebességosztályú kihívások is szerepelnek, melyekben a játékosnak tíz kört kell teljesíteni egy bizonyos pályán, illetve prototípus hajó-kivások is helyet kaptak — minden csapatnak van egy prototípus hajója, melyek képességein kísérleti módosításokat hajtottak végre. A prototípus hajó-kivások teljesítésével megnyílnak az adott hajók.
Az internetes többjátékos mód felépítésében nagyban hasonlít az egyjátékos kampányhoz, így olyan küldetésék szerepelnek benne, mint például a pálya felsőbb nyomvonalának követése vagy a ranglista felsőbb felében maradás. Ezek a küldetések lehetőséget adnak a kezdő játékosoknak a továbbhaladásra, illetve új tartalmak megnyitására.
Ezeken felül a játékban platformfüggetlen internetes versenyzésre is lehetőség van, a Wipeout HD Fury PlayStation 3-as játékosai a Fury pályáin összemérhetik a tudásukat a kézikonzolos játékosokkal. A Wipeot 2048 letölthető tartalmainak megjelenése előtt kizárólag a Wipeout HD négy pályája és öt hajója volt elérhető a platformfüggetlen versenyek során.
2012 júniusában két letölthető tartalom is megjelent a játékhoz, melyek a Wipeout HD és a Wipeout HD Fury pályáit és hajóit adták hozzá a játékhoz.

## Music
A Wipeout 2048 zenei anyaga tizennégy zeneszámból áll. A dalok közül több korábbi Wipeout-játékban megjelent szám újrakevert vagy átdolgozott változata.
| #   | Cím                                           | Artist                     | Hossz |
| --- | --------------------------------------------- | -------------------------- | ----- |
| 1.  | Change of Direction (Wipeout mix)             | Anile                      | 6:49  |
| 2.  | Breezeblock (Wipeout mix)                     | Camo & Krooked             | 4:40  |
| 3.  | Electronic Battle Weapon 3                    | The Chemical Brothers      | 5:13  |
| 4.  | Some Chords (Wipeout edit)                    | deadmau5                   | 4:26  |
| 5.  | School of Funk                                | Dirtyloud                  | 5:34  |
| 6.  | Louder (Drumsound & Bassline Smith Mix)       | DJ Fresh ft. Sian Evans    | 4:32  |
| 7.  | We Have Explosive (2011 rebuild Wipeout edit) | The Future Sound of London | 5:21  |
| 8.  | Tour de France 2003 (Wipeout edit)            | Kraftwerk                  | 6:43  |
| 9.  | Regurgitate (Wipeout 2048 Edit)               | Noisia                     | 5:15  |
| 10. | P.E.T.R.O.L (Final Drop Mix)                  | Orbital                    | 5:50  |
| 11. | Beelzedub                                     | Orbital                    | 7:06  |
| 12. | Invaders Must Die (Liam H re-amped mix)       | The Prodigy                | 3:02  |
| 13. | BTKRSH (Wipeout edit)                         | Rockwell                   | 1:30  |
| 14. | Kittens (Will Saul & Tam Cooper Remix)        | Underworld                 | 5:06  |

## Fogadtatás
| Összegzőoldal | Értékelés |
| ------------- | --------- |
| Metacritic    | 79/100    |

| Szerző   | Értékelés |
| -------- | --------- |
| GameSpot | 7,5/10    |

A Wipeout 2048 általánosságban pozitív kritikai fogadtatásban részesült, a Metacritic gyűjtőoldalon 79/100-as átlagpontszámon áll.